# HD47072
HD47072 — хімічно пекулярна зоря спектрального класу A5, що має видиму зоряну величину в смузі V приблизно  7,1.
Вона  розташована на відстані близько 336,2 світлових років від Сонця.